# Olivella macgintyi
Olivella macgintyi är en snäckart som beskrevs av Olsson 1956. Olivella macgintyi ingår i släktet Olivella och familjen Olividae. Inga underarter finns listade i Catalogue of Life.